# Élections législatives partielles au cours de la VIIe législature de la Cinquième République française
 (juillet 2025).
Si vous disposez d'ouvrages ou d'articles de référence ou si vous connaissez des sites web de qualité traitant du thème abordé ici, merci de compléter l'article en donnant les références utiles à sa vérifiabilité et en les liant à la section « Notes et références ».
Des élections législatives partielles ont eu lieu durant la VIIe législature de l'Assemblée nationale.

## Liste
| #  | Dates de l’élection    | Circonscription              | Député élu lors des élections législatives de 1981 | Parti | Parti | Député élu ou réélu lors des élections législatives partielles | Parti | Parti    | Raison                                                           |
| -- | ---------------------- | ---------------------------- | -------------------------------------------------- | ----- | ----- | -------------------------------------------------------------- | ----- | -------- | ---------------------------------------------------------------- |
| 1  | 17 janvier 1982,       | 3e de la Marne               | Annette Chépy-Léger                                |       | PS    | Bruno Bourg-Broc                                               |       | RPR      | Annulation de l'élection sur décision du Conseil constitutionnel |
| 2  | 17 janvier 1982,       | 2e de Paris                  | Pierre Dabezies                                    |       | FRP   | Jacques Dominati                                               |       | UDF-PR   | Annulation de l'élection sur décision du Conseil constitutionnel |
| 3  | 17 janvier 1982,       | 12e de Paris                 | Pierre de Bénouville                               |       | RPR   | Pierre de Bénouville                                           |       | RPR      | Annulation de l'élection sur décision du Conseil constitutionnel |
| 4  | 17 janvier 1982,       | 4e de Seine-et-Marne         | Marc Fromion                                       |       | PS    | Alain Peyrefitte                                               |       | RPR      | Annulation de l'élection sur décision du Conseil constitutionnel |
| 5  | 17 janvier 1982        | 2e de la Polynésie française | Gaston Flosse                                      |       |       | Tutaha Salmon                                                  |       |          |                                                                  |
| 6  | 5 septembre 1982       | 2e de Nouvelle-Calédonie     |                                                    |       |       | Jacques Lafleur                                                |       | RPCR-RPR |                                                                  |
| 7  | 8 mai 1983             | 8e du Finistère              | Gilbert Le Bris                                    |       | PS    | Louis Le Pensec                                                |       | PS       |                                                                  |
| 8  | 11 et 18 décembre 1983 | 1re du Lot                   | Maurice Faure                                      |       | MRG   | Bernard Charles                                                |       | MRG      | Élu sénateur                                                     |
| 9  | 11 et 18 décembre 1983 | 2e du Morbihan               |                                                    |       |       | Aimé Kergueris                                                 |       |          |                                                                  |
| 10 | 23 septembre 1984      | 2e du Puy-de-Dôme            | Claude Wolff                                       |       | UDF   | Valéry Giscard d'Estaing                                       |       | UDF-PR   |                                                                  |

## Élections partielles en 1982

### Troisième circonscription de la Marne
|                | Bruno Bourg-Broc élu         | RPR               | 27 569 | 51,59  |  |  |  |
|                | Annette Chépy-Léger sortante | PS                | 22 860 | 42,78  |  |  |  |
|                | Dominique Martin             | Divers écologiste | 1 760  | 3,29   |  |  |  |
|                | Serge Boussagol              | PSU               | 798    | 1,49   |  |  |  |
|                | Max David                    | FN                | 448    | 0,84   |  |  |  |
|                |                              |                   |        |        |  |  |  |
| Inscrits       | Inscrits                     | Inscrits          | 88 597 | 100,00 |  |  |  |
| Abstentions    | Abstentions                  | Abstentions       | 34 297 | 38,71  |  |  |  |
| Votants        | Votants                      | Votants           | 54 300 | 61,29  |  |  |  |
| Blancs et nuls | Blancs et nuls               | Blancs et nuls    | 865    | 1,59   |  |  |  |
| Exprimés       | Exprimés                     | Exprimés          | 53 435 | 98,41  |  |  |  |

### Deuxième circonscription de Paris
|                                      | Jacques Dominati élu            | UDF (PR)           | 9 591  | 55,04  |  |  |  |
|                                      | Pierre Dabezies sortant         | FRP (PS, PCF, MRG) | 6 363  | 36,52  |  |  |  |
|                                      | Jean-Marie Garcin               | Divers écologiste  | 380    | 2,18   |  |  |  |
|                                      | Sigrine Genest                  | PSU                | 293    | 1,68   |  |  |  |
|                                      | Dominique Filoche               | FN                 | 243    | 1,39   |  |  |  |
|                                      | Geneviève Jurgensen             | Divers             | 193    | 1,10   |  |  |  |
|                                      | André Dupont, dit Aguigui Mouna | Divers             | 186    | 1,06   |  |  |  |
|                                      | Patrick Meyer                   | Sans étiquette     | 174    | 0,99   |  |  |  |
|                                      |                                 |                    |        |        |  |  |  |
| Inscrits                             | Inscrits                        | Inscrits           | 35 387 | 100,00 |  |  |  |
| Abstentions                          | Abstentions                     | Abstentions        | 17 736 | 50,12  |  |  |  |
| Votants                              | Votants                         | Votants            | 17 651 | 49,88  |  |  |  |
| Blancs et nuls                       | Blancs et nuls                  | Blancs et nuls     | 228    | 1,29   |  |  |  |
| Exprimés                             | Exprimés                        | Exprimés           | 17 423 | 98,71  |  |  |  |
| Source : Le Monde du 19 janvier 1982 |                                 |                    |        |        |  |  |  |

### Douzième circonscription de Paris
|                                      | Pierre de Bénouville sortant réélu | RPR               | 12 002 | 57,17  |  |  |  |
|                                      | Stélio Farandjis                   | PS (PCF, MRG)     | 8 135  | 38,75  |  |  |  |
|                                      | Catherine Bonnel                   | Divers écologiste | 483    | 2,30   |  |  |  |
|                                      | Thierry Rogister                   | FN                | 202    | 0,96   |  |  |  |
|                                      | Jean-Louis Croquet                 | Divers            | 170    | 0,80   |  |  |  |
|                                      |                                    |                   |        |        |  |  |  |
| Inscrits                             | Inscrits                           | Inscrits          | 34 814 | 100,00 |  |  |  |
| Abstentions                          | Abstentions                        | Abstentions       | 13 606 | 39,08  |  |  |  |
| Votants                              | Votants                            | Votants           | 21 208 | 60,92  |  |  |  |
| Blancs et nuls                       | Blancs et nuls                     | Blancs et nuls    | 216    | 1,02   |  |  |  |
| Exprimés                             | Exprimés                           | Exprimés          | 20 992 | 98,98  |  |  |  |
| Source : Le Monde du 19 janvier 1982 |                                    |                   |        |        |  |  |  |

### Quatrième circonscription de Seine-et-Marne
|                | Alain Peyrefitte élu | RPR                       | 28 532 | 54,48  |  |  |  |
|                | Marc Fromion sortant | PS                        | 22 151 | 42,29  |  |  |  |
|                | Robert Laugier       | Divers écologiste         | 925    | 1,77   |  |  |  |
|                | Jean-François Jalkh  | FN                        | 451    | 0,86   |  |  |  |
|                | Maurice Battais      | Divers droite (Gaulliste) | 325    | 0,62   |  |  |  |
|                |                      |                           |        |        |  |  |  |
| Inscrits       | Inscrits             | Inscrits                  | 75 237 | 100,00 |  |  |  |
| Abstentions    | Abstentions          | Abstentions               | 22 052 | 29,31  |  |  |  |
| Votants        | Votants              | Votants                   | 53 185 | 70,69  |  |  |  |
| Blancs et nuls | Blancs et nuls       | Blancs et nuls            | 801    | 1,51   |  |  |  |
| Exprimés       | Exprimés             | Exprimés                  | 52 384 | 98,49  |  |  |  |

### Deuxième circonscription de Nouvelle-Calédonie
|                | Jacques Lafleur sortant réélu | RPR            | 23 345 | 91,42  |  |  |  |
|                | Michel Jacquet                | Divers         | 2 192  | 8,58   |  |  |  |
|                |                               |                |        |        |  |  |  |
| Inscrits       | Inscrits                      | Inscrits       | 50 587 | 100,00 |  |  |  |
| Abstentions    | Abstentions                   | Abstentions    | 23 524 | 46,5   |  |  |  |
| Votants        | Votants                       | Votants        | 27 063 | 53,5   |  |  |  |
| Blancs et nuls | Blancs et nuls                | Blancs et nuls | 1 526  | 5,64   |  |  |  |
| Exprimés       | Exprimés                      | Exprimés       | 25 537 | 94,36  |  |  |  |

## Élections partielles en 1983

### Première circonscription du Lot
| Candidat       | Candidat            | Parti             | Premier tour | Premier tour | Second tour | Second tour |  |
| Candidat       | Candidat            | Parti             | Voix         | %            | Voix        | %           |  |
| -------------- | ------------------- | ----------------- | ------------ | ------------ | ----------- | ----------- |  |
|                | André Carié         | RPR               | 18 975       | 43,41        | 22 699      | 47,56       |  |
|                | Bernard Charles élu | MRG               | 9 962        | 22,79        | 25 029      | 52,44       |  |
|                | Marc Baldy          | PS                | 7 020        | 16,06        |             |             |  |
|                | Henri Thamier       | PCF               | 5 527        | 12,64        |             |             |  |
|                | Philippe Costes     | Divers écologiste | 1 490        | 3,41         |             |             |  |
|                | René Laur           | Divers droite     | 679          | 1,55         |             |             |  |
|                | Pierre Couderc      | Divers            | 57           | 0,13         |             |             |  |
|                |                     |                   |              |              |             |             |  |
| Inscrits       | Inscrits            | Inscrits          | 62 109       | 100,00       | 62 104      | 100,00      |  |
| Abstentions    | Abstentions         | Abstentions       | 17 468       | 28,12        | 13 374      | 21,53       |  |
| Votants        | Votants             | Votants           | 44 641       | 71,88        | 48 730      | 78,47       |  |
| Blancs et nuls | Blancs et nuls      | Blancs et nuls    | 931          | 2,09         | 1 002       | 2,06        |  |
| Exprimés       | Exprimés            | Exprimés          | 43 710       | 97,91        | 47 728      | 97,94       |  |

### Deuxième circonscription du Morbihan
| Candidat       | Candidat           | Parti          | Premier tour | Premier tour | Second tour | Second tour |  |
| Candidat       | Candidat           | Parti          | Voix         | %            | Voix        | %           |  |
| -------------- | ------------------ | -------------- | ------------ | ------------ | ----------- | ----------- |  |
|                | Michel Naël        | app. UDF       | 11 441       | 28,16        | 13 780      | 41,1        |  |
|                | Aimé Kergueris élu | diss. UDF      | 8 932        | 21,98        | 19 749      | 58,9        |  |
|                | Paul Baudic        | PS             | 6 296        | 15,5         |             |             |  |
|                | Joseph Kerguéris   | diss. UDF      | 6 281        | 15,46        |             |             |  |
|                | Jean-Marie Le Pen  | FN             | 4 884        | 12,02        |             |             |  |
|                | René Mory          | PCF            | 2 177        | 5,36         |             |             |  |
|                | Bernard Guérin     | UDB            | 617          | 1,52         |             |             |  |
|                |                    |                |              |              |             |             |  |
| Inscrits       | Inscrits           | Inscrits       | 67 138       | 100,00       | 67 129      | 100,00      |  |
| Abstentions    | Abstentions        | Abstentions    | 25 907       | 38,59        | 30 151      | 44,92       |  |
| Votants        | Votants            | Votants        | 41 231       | 61,41        | 36 978      | 55,08       |  |
| Blancs et nuls | Blancs et nuls     | Blancs et nuls | 603          | 1,46         | 3 449       | 9,33        |  |
| Exprimés       | Exprimés           | Exprimés       | 40 628       | 98,54        | 33 529      | 90,67       |  |

## Élections partielles en 1984

### Deuxième circonscription du Puy-de-Dôme
|                | Valéry Giscard d'Estaing élu | UDF (PR)          | 25 500 | 63,24  |  |  |  |
|                | Michèle André                | PS                | 8 162  | 20,24  |  |  |  |
|                | Jean-Claude Waterlot         | FN                | 2 543  | 6,31   |  |  |  |
|                | Jean Nicolas                 | PCF               | 2 480  | 6,15   |  |  |  |
|                | Bernard Devoucoux            | Divers écologiste | 1 114  | 2,76   |  |  |  |
|                | Jacques Cheminade            | POE               | 237    | 0,59   |  |  |  |
|                | M. Allain                    | Divers            | 175    | 0,43   |  |  |  |
|                | M. Marchand                  | Divers            | 111    | 0,28   |  |  |  |
|                |                              |                   |        |        |  |  |  |
| Inscrits       | Inscrits                     | Inscrits          | 75 002 | 100,00 |  |  |  |
| Abstentions    | Abstentions                  | Abstentions       | 33 788 | 45,05  |  |  |  |
| Votants        | Votants                      | Votants           | 41 214 | 54,95  |  |  |  |
| Blancs et nuls | Blancs et nuls               | Blancs et nuls    | 892    | 2,16   |  |  |  |
| Exprimés       | Exprimés                     | Exprimés          | 40 322 | 97,84  |  |  |  |